# Moonspell
Moonspell — португальская метал-группа, основанная в 1992 году. На первых порах группа играла фолк/блэк-метал, позднее творчество группы обычно характеризуют как готик-дум-метал. Вокалист и автор текстов группы Фернанду Рибейру (порт. Fernando Ribeiro) сам использует выражение «дьявольская музыка» («devilish music»).
Moonspell впервые попали в португальские чарты с альбомом Sin/Pecado, а их вышедший в 2006 году альбом Memorial в первую же неделю достиг первого места. До Moonspell из метал-групп в Португалии подобного успеха добивались только Metallica и Iron Maiden.

## История группы
Группа была основана в 1989 году под названием «Morbid God» параллельно с не получившим развития проектом «Archangel» (Фернанду Рибейру — ударные, Ares — вокал, остальные участники скоро покинули группу). Первые репетиции группы проходили в здании, принадлежащем городскому совету их родного посёлка Брандоа, а первая записанная песня именовалась «The Fever». Позже к Morbid God присоединился гитарист Mantus, и в этом составе музыканты выпустили одну демозапись (Serpent Angel, 1992). После записи Serpent Angel Moonspell были приглашены независимым лейблом MTM принять участие в сборнике португальских металических групп. В том же году участники сменили название на Moonspell. После выпуска очень удачного EP «Under the Moonspell» на «Adipocere Records», на котором Moonspell предстали блэк-метал-группой с очень заметным фолковым оттенком, карьера группы пошла вверх. В 1994 году Moonspell выступали на разогреве у Cradle of Filth в Лиссабоне, а затем подписали контракт с Century Media. На этом лейбле Moonspell выпустили дебютный альбом Wolfheart (1995). После выпуска дебютника последовало турне с Morbid Angel в качестве «разогревающей» группы. В 1995—1996 годах Moonspell выступали в Чехии, Польше и Германии. Следующий альбом, Irreligious, принес ещё больший успех, а видеоклип на песню «Opium», который был снят на старых улицах Лиссабона, демонстрировался по европейскому телевидению. 12 июля 1996 года Moonspell выступили в старинном монастыре Convento do Beato. Телеканал VIVA признал в 1996 году Moonspell открытием года (другими номинантами были Korn и Marilyn Manson).
В 1997 году выходит мини-альбом Second Skin, который содержал кавер-версию композиции Depeche Mode «Sacred».
На следующих альбомах — Sin/Pecado и The Butterfly Effect — Moonspell начали экспериментировать со звучанием, добавив элементы электронной музыки, что было неоднозначно воспринято многими поклонниками.
В 1998 году участники Moonspell (кроме барабанщика Майка Гаспара) создали сайд-проект «Dæmonarch» и под этим названием записали блэк-металический альбом «Hermeticum» (1998).
В 2004 год у группа записала кавер-версию джазовой песни «I’ll See You in My Dreams» для саундтрека к одноимённому португальскому триллеру. На эту песню был снят видеоклип с фрагментами фильма.
После разрыва с Century Media Moonspell подписали контракт на запись трех альбомов с SPV/Steamhammer. Первым альбомом стал Memorial (2006), который был заметно тяжелее предыдущих работ, но в первую же неделю возглавил португальский чарт. и вывел Moonspell в число самых популярных португальских исполнителей всех направлений. На две песни с альбома — «Finisterra» и «Luna» — были сняты видеоклипы. В 2007 году предполагался выпуск DVD Lunar Still/13 Years of Doom, но выход DVD на Century Media не состоялся из-за юридических проблем.
Ещё одним крупным успехом Moonspell стала победа в номинации «Лучший исполнитель из Португалии» на состоявшейся 2 ноября 2006 году в Копенгагене церемонии MTV Europe Music Awards.
29 июня 2007 года вышел сборник лучших песен группы The Great Silver Eye. Осенью того же года был издан альбом Under Satanæ, в который вошли переиздания работ группы 1992—1994 годов.
В мае 2008 года Moonspell выпустили альбом Night Eternal, правда ещё до официальной даты релиза музыканты выложили альбом на своей странице MySpace. 9 декабря состоялся релиз DVD Lusitanian Metal (новое название давно готовившегося диска Lunar Still/13 Years of Doom).

19 июля 2010 года в продажу поступают марки, выпущенные Португальской почтовой службой (CTT, порт. Correios de Portugal) в честь группы. Данная серия марок посвящена наиболее значительным моментам истории рок-музыки, а также альбомам португальских исполнителей. Группа «Moonspell» представлена альбомом «Wolfheart». Стоимость марки составляет один евро. Фернанду Рибейру по этому поводу заявил: 
Мы не могли и подумать о более подходящем и превосходном знаке отличия, который отражает нашу самую успешную запись, которую оценили как критики, так и продавцы музыки.
27 апреля 2012 года на Napalm Records вышел альбом Alpha Noir. В качестве бонусного материала в deluxe и диджипак-изданиях группа представила, по сути, ещё один полноформатный релиз Ómega White, более мягкий по звучанию и напоминающий о «готических корнях» Moonspell. Студийной работой над обоими дисками занимался Тью Мэдсен, а общее время звучания составляет около 80 минут.
6 марта 2015 года на Napalm Records вышел альбом Extinct. Перед концертом в Киеве, 8 апреля, Фернанду Рибейру сообщил в интервью журналу Noizr Zine о работе над новым материалом, который, по словам музыканта, «звучит не так, как Extinct».
3 ноября 2017 года выходит очередной альбом под названием 1755, концептуальная работа, посвящённая лиссабонскому землетрясению 1755 года.

## Участники

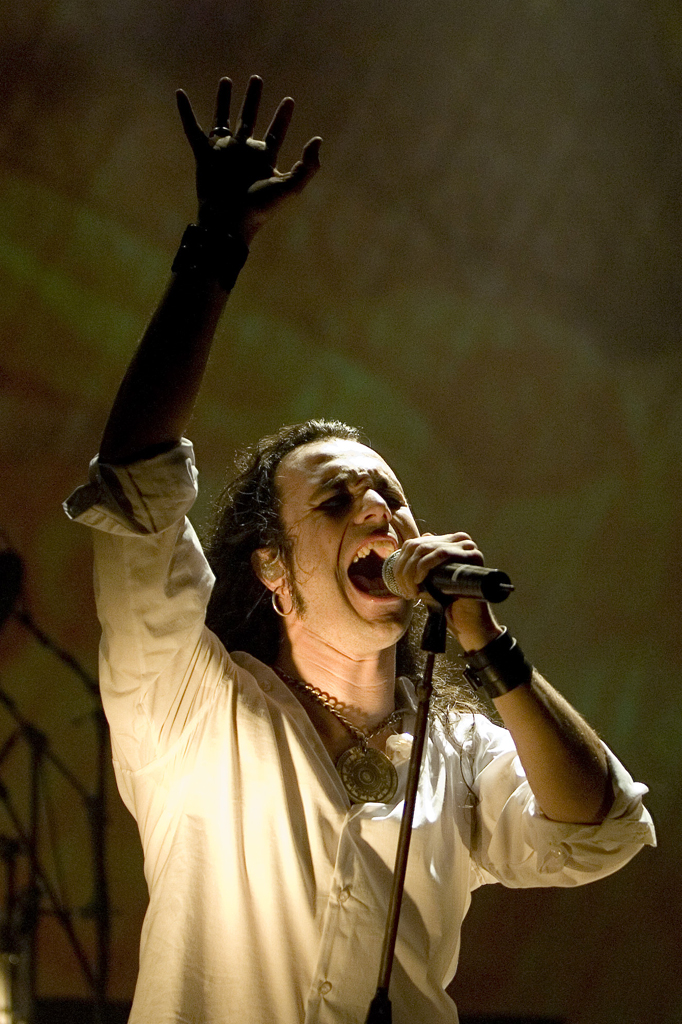
Вокалист Moonspell Фернанду Рибейру

### Действующие участники
- Фернанду Рибейру (Fernando Ribeiro; Langsuyar) — вокал (с 1989)
- Рикарду Аморим (Ricardo Amorim; Morning Blade) — гитара (с 1995)
- Педру Пайшан (Pedro Paixão; Passionis/Neophytus) — клавишные, семплы, гитара (с 1994)
- Айреш Перейра (Aires Pereira; Ahriman) — бас-гитара (c 2004)
- Хуго Рибейру (Hugo Ribeiro) — ударные (с 2020)

### Бывшие участники
- Педру Катарину (Pedro Catarino) — гитара (1989—1992)
- Жуан Паулу (João Paulo; Toureiro/Baalberith) — ударные (1989—1992)
- Дуарте Пикоту (Duarte Picoto; Mantus) — гитара (1992—1995)
- Луиш Ламелаш (Luís Lamelas; Malah) — гитара (1992—1993)
- Жуан Перейра (João Pereira; Tanngrisnir) — гитара (1993—1995)
- Жуан Педру Ешковал (João Pedro Escoval; Ares/Tetragrammaton) — бас-гитара (1989—1997)
- Сержиу Крестана (Sérgio Crestana) — бас-гитара (1997—2003)
- Никлас Этелявуори (Niclas Etelävuori) — бас-гитара (2003)
- Мигел Гашпар (Miguel Gaspar; Mike/Nisroth) — ударные (1992—2020)

## Дискография

### Альбомы
- Wolfheart (1995)
- Irreligious (1996)
- Sin/Pecado (1998)
- The Butterfly Effect (1999)
- Darkness and Hope (2001)
- The Antidote (2003)
- Memorial (2006)
- Under Satanæ (2007)
- Night Eternal (2008)
- Alpha Noir + Ómega White (2012)
- Extinct (2015)
- 1755 (2017)
- Hermitage (2021)

### Сборники
- Sin/Pecado + Irreligious (2000)
- Wolfheart/The Butterfly Effect (2001)
- The Great Silver Eye (2007)
- Under Satanæ (2007)

### Демо
- Serpent Angel (записано под названием Morbid God; 1992)
- Anno Satanæ (1993)

### Синглыимини-альбомы
- Wolves From The Fog (EP, 1994)
- Under the Moonspell (EP, 1994)
- «Opium» (сингл, 1996)
- 2econd Skin (EP, 1997)
- «Butterfly Effect» (сингл, 1999)
- «Nocturna» (сингл, 2001)
- «Everything Invaded» (сингл, 2004)
- «Finisterra» (сингл, 2006)
- «The Last of Us» (сингл, 2015)

### DVD
- Lusitanian Metal (2008)

### Видеоклипы
- «Opium» (Irreligious)
- «2econd Skin» (Sin/Pecado)
- «Magdalene» (Sin/Pecado)
- «Butterfly effect» (The Butterfly Effect)
- «Nocturna» (Darkness and Hope)
- «Everything Invaded» (The Antidote)
- «I’ll see you in my dreams» (саундтрек)
- «Finisterra» (Memorial)
- «Luna» (Memorial)
- «Scorpion Flower» (Night Eternal)
- «Night Eternal» (Night Eternal)
- «Lickanthrope» (Alpha Noir)
- «White Skies» (Ómega White)
- «Extinct» (Extinct)
- «Domina» (Extinct)